# FILIP1
Proteína 1 que interage com Filamina-A é uma proteína que em humanos é codificada pelo gene FILIP1.

## Interações
Foi demonstrado que o FILIP1 interage com o Filamina.